# Svenska kyrkans lära om kyrkan och ämbetet 1909
Svenska kyrkans lära om kyrkan och ämbetet är ett dokument som framlades i Uppsala 22 september 1909 och lades till grund för överläggningarna om nattvardsgemenskap med Engelska kyrkan. Det har även kommit att gå under namnet "Uppsalabekännelsen". Det återges här i sin helhet:
| ” | 1) Augsburgska Bekännelsens art. VII tillägger, efter att hafva angifvit de tvänne konstitutiva kännetecknen på en kristen kyrka: 'evangelium recte docetur et recte administrantur sacramenta', uttryckligen: 'Nec necesse est ubique esse similes traditiones humanas, seu ritus aut ceremonias ab hominibus institutas' (jfr De 39 art. XXXIV: It is not necessary that traditions and ceremonies be in all places one or utterly like etc.). Det är nödvändigt, att en ordning finns; quod är nödvändigt, men icke quomodo. 2) Olikheter i gudstjänstordning, i kyrkoförfattning (biskoplig eller presbyteriansk o. s. v.) och i organisationen af det kyrkliga ämbetet behöfva icke upphäfva 'veram unitatem ecclesiæ'. 3) Ingen särskild organisation af kyrkan eller af dess ämbete är inrättad jure divino; detta gäller sålunda också den ordning och de förhållanden, som omtalas i Nya testamentet, ty den Heliga Skrift, norma normans för kyrkans tro, utgör ingen lag, utan häfdar fastmer för det nya förbundet den kristna frihetens stora grundsats, som orubbligt förfäktades af Paulus gentemot hvarje form af lagreligion, och som med ny styrka och klarhet tillämpades af Luther, men som härrör från vår Frälsare själf, som till exempel vid afskedet från sina lärjungar icke på förhand band deras kommande verksamhet medels några regler och inrättningar, utan hänvisade dem till Parakletens, den Helige Andens, ledning. 4) Då ändamålet med hvarje organisation och med hela ämbetet utgöres af ordets predikan och sakramentens förvaltning – enligt Augustanas femte artikel har Gud inrättat 'ministerium docendi evangelii et porrigendi sacramenta' – kan vår kyrka icke erkänna någon väsentlig åtskillnad de jure divino i uppgift och myndighet mellan de två eller tre grader, i hvilka nådens ämbete kan jure humano hafva blifvit indeladt till kyrkans gagn och uppbyggelse. 5) Hvarje organisation af 'ministerium ecclesiasticum' och af kyrkan i allmänhet är värdefull i samma mån som den visar sig duglig att vara ett rent käril för evangelium och att föra Guds uppenbarelse fram till människorna. 6) Denna åskådning gör ingalunda vår kyrka likgiltig för ordningar, hvilka under Andens ledning historiskt framvuxit ur den kristna församlingens kraf och erfarenheter. Vi betrakta vår kyrkas särskilda former och traditioner icke endast med den pietet, som tillkommer ett ärevördigt arf från fädren, utan såsom en af historiens Gud åt oss anförtrodd gåfva. | „ |
| – | |   |

Det lades fram av:
| Ledamöter av domkapitlet - Ärkebiskopen av Uppsala, dr Johan August Ekman - Biskopen av Kalmar, dr Henry William Tottie - Domprosten av Uppsala och professorn i kyrkohistoria, dr Anders Herman Lundström - Professorn i exegetik, dr Erik Eriksson Stave - Professorn i praktisk teologi, dr Johan Oscar Quensel - Professorn i jämförande religionsvetenskap, dr Nathan Söderblom - Professorn i exegetik, dr Johan Adolf Kolmodin - Professorn i dogmatik och moralteologi, dr Einar Magnus Billing | Före detta professorer och ledamöter av domkapitlet - Dr Waldemar Rudin, ledamot av Svenska Akademien - Dr Johan Erik Berggren, f.d. domprost - Dr Carl R. Martin - Harald Hjärne, fil. och juris dr, professor i historia vid Uppsala universitet, ledamot av Svenska Akademien |

Det författades av:
- Professorn i jämförande religionsvetenskap, dr Nathan Söderblom
- Professorn i dogmatik och moralteologi, dr Einar Magnus Billing[4]

Dokumentet ingår bland de dokument som enligt Svenska kyrkans kyrkoordning 1 kap. 1 § kallas "andra av Svenska kyrkan bejakade dokument" detta exemplifierat i kapitel 2 i Svenska kyrkans centralstyrelses skrivelse till kyrkomötet 1993:4 om Svenska kyrkans bekännelsearbete med orden "Ett annat exempel är den text angående synen på kyrkans ämbete som 1909 lades till grund för överläggningarna om nattvardsgemenskap med Church of England i Uppsala."